# Liste des gares du Lot

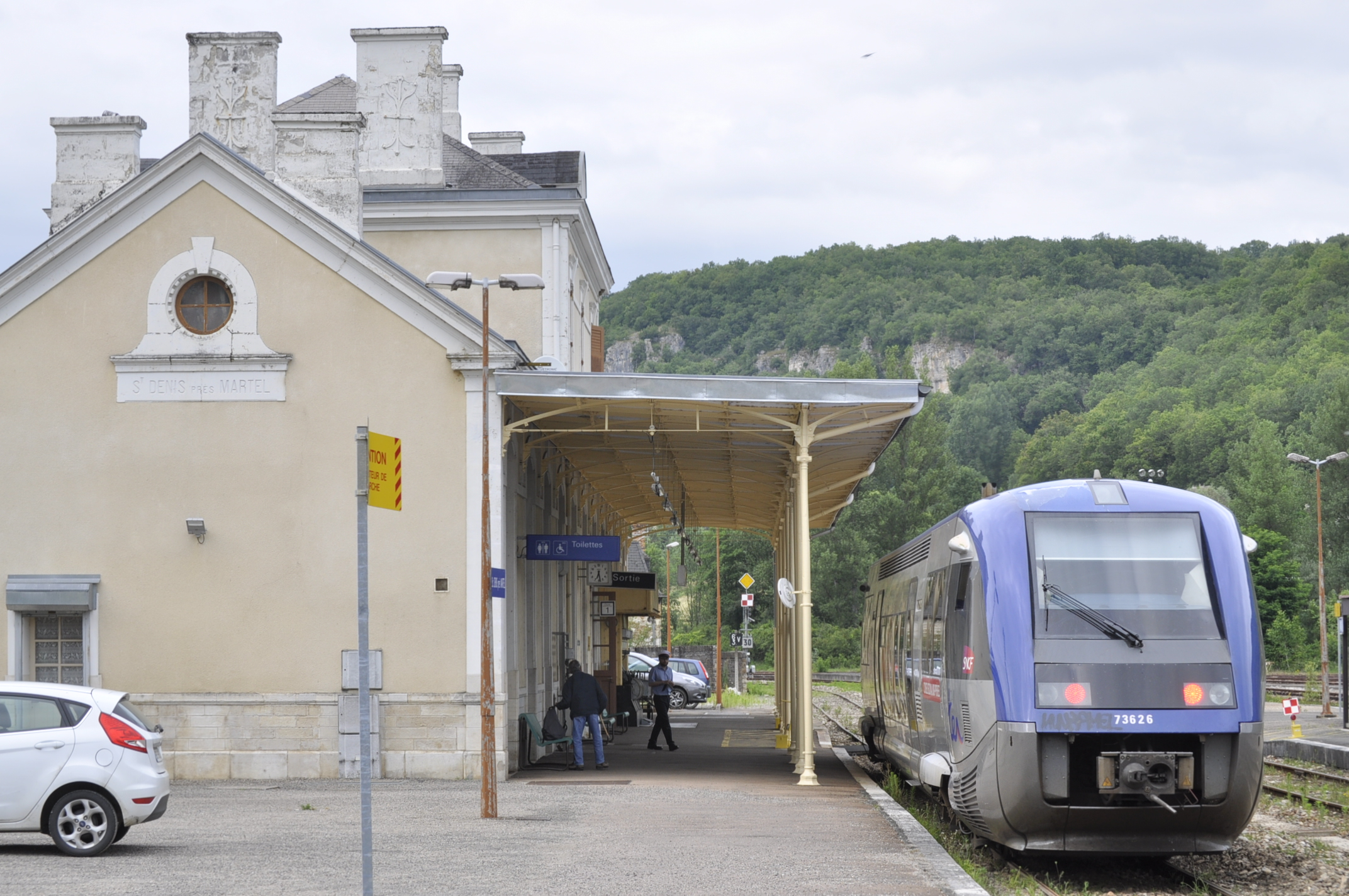
La gare de Saint-Denis-près-Martel.

La liste des gares du Lot, est une liste des gares ferroviaires, haltes ou arrêts, situées dans le département du Lot, en région Occitanie.
Liste actuellement non exhaustive, les gares fermées sont en italique.

## Gares ferroviaires des lignes du réseau national

### Gares ouvertes au trafic voyageurs
- Gare d'Assier
- Gare de Bagnac
- Gare de Bétaille
- Gare de Bretenoux - Biars
- Gare de Cahors
- Gare de Dégagnac
- Gare de Figeac
- Gare de Gignac - Cressensac
- Gare de Gourdon
- Gare de Gramat
- Gare de Lalbenque - Fontanes
- Gare de Laval-de-Cère
- Gare de Puybrun
- Gare des Quatre-Routes
- Gare de Rocamadour - Padirac
- Gare de Saint-Denis-près-Martel
- Gare de Souillac
- Gare de Vayrac

### Gares fermées au trafic voyageurs: situées sur une ligne en service
- Gare d'Anglars-Nozac
- Gare de La Chapelle-de-Mareuil
- Gare de Cazoulès
- Gare de Cieurac
- Gare d'Espère - Caillac
- Gare de Flaujac
- Gare de Floirac
- Gare de Lamativie
- Gare de Lamothe-Fénelon
- Gare de Montvalent
- Gare de Port-de-Gagnac
- Gare du Pournel
- Gare de Saint-Clair
- Gare de Saint-Denis-Catus
- Gare de Sept-Ponts
- Gare de Thédirac - Peyrilles
- Gare de Viazac

### Gares fermées au trafic voyageurs: situées sur une ligne fermée
- Gare d'Albas
- Gare d'Arcambal
- Gare de Baladou
- Gare de Cabessut
- Gare de Cajarc
- Gare de Calvignac
- Gare de Castelfranc - Prayssac
- Gare de Conduché
- Gare de Douelle
- Gare de Duravel
- Gare de Luzech
- Gare de La Madeleine-sur-Lot
- Gare de Martel
- Gare de Mercuès
- Gare de Montbrun
- Gare de Parnac
- Gare de Payrignac
- Gare du Pigeon
- Gare des Plantètes
- Gare de Pont-de-Castelfranc
- Gare de Pont-de-Luzech
- Gare de Prayssac
- Gare de Puy-l'Évêque
- Gare de Saint-Cirq-Lapopie
- Gare de Saint-Cirq-Mardelon
- Gare de Saint-Géry
- Gare de Saint-Martin-Labouval
- Gare de Soturac - Touzac
- Gare de Toirac
- Gare de Vers

## Les lignes ferroviaires

### En service
- Ligne des Aubrais - Orléans à Montauban-Ville-Bourbon
- Ligne de Brive-la-Gaillarde à Toulouse-Matabiau via Capdenac
- Ligne de Figeac à Arvant
- Ligne de Souillac à Viescamp-sous-Jallès

### Désaffectée
- Ligne de Cahors à Capdenac
- Ligne de Carsac à Gourdon
- Ligne de Monsempron-Libos à Cahors
- Tramways du Quercy